# 大熊座68
大熊座68，又名BD+57 1359，HD 106002、SAO 28291、HR 4641，是大熊座的一颗恒星，视星等为6.43，位于銀經133.49，銀緯59.25，其B1900.0坐标为赤經12h 6m 45.8s，赤緯+57° 59.25′ 40″。